# Émile Guiard
Pour les articles homonymes, voir Guiard.
Émile Guiard, dit Dargill, né le 22 mai 1852 dans l'ancien 2e arrondissement de Paris et mort le 1er février 1889 à Cannes, est un bibliothécaire et auteur dramatique français.

## Biographie
Né en 1852 à Paris, fils de Charles Lucien Guiard, avocat à la Cour d'appel de Paris, et de Léonie Marie Guillelmine Augier, son épouse, Émile Lucien Guillaume Guiard est le petit-fils de Victor Augier, le neveu et filleul d'Émile Augier, l'arrière petit-fils de Pigault-Lebrun et le cousin germain de Paul et André Déroulède. Son frère Georges, officier et ingénieur, sera marié à Fanny Goüin (fille d'Ernest Goüin) et sa sœur Lucie à André Marin Labiche (fils d'Eugène Labiche).
Attaché à la direction du ministère des Beaux-Arts et bibliothécaire adjoint au musée du Louvre, il se fait connaître en 1875 par son poème Livingstone, couronné par le prix de poésie de l'Académie française. Il se tourne vers l'art dramatique. Plusieurs de ses pièces sont jouées, entre autres à la Comédie-Française et à l'Odéon.
Il est propriétaire de l'hôtel particulier du 2, berge de la Prairie, à Croissy-sur-Seine, construit pour Ernest Goüin.
Émile Guiard meurt prématurément en 1889 à Cannes, à l'hôtel Augusta, d'« une maladie de poitrine dont il souffrait depuis deux ans ».

## Œuvres
- Livingstone, poésie..., 1875, prix de poésie de l’Académie française
- Volte-face : comédie en un acte en vers, 1877
- La Mouche, monologue, en vers, 1880
- Mon fils, pièce en trois actes et en vers, 1882
- La Mouche, monologue en vers... [24e édition], 1885 (traduit)
- Feu de paille : comédie en un acte, en vers, 1885, 2011
- À Chevreul, stances dites... au théâtre national de l'Odéon, à l'occasion du centenaire de M. Chevreul, le 31 août 1886, 1886
- Poésies, avec une notice de René Vallery-Radot et un portrait dessiné par Bramtot, 1889
- La Mouche, 1888, 1890 (traduit)
- Le Ruffian, comédie en trois actes et en vers, 1891
- Théâtre de campagne, 4e série, 1893

## Sources
- « Émile Guiard », dans Pierre Larousse, Grand dictionnaire universel du XIXe siècle, Paris, Administration du grand dictionnaire universel, 15 vol., 1863-1890 [détail des éditions].
- Georges d'Heylli, Dictionnaire des pseudonymes, 1971
- Jean-Jacques Weiss, Les théâtres parisiens, 1896
- Revue britannique, Volume 2, Dondey-Dupré, père et fils, 1882
- Gazette anecdotique, littéraire, artistique et bibliographique..., Volume 1, 1889